# 阿拉內塔體育館
阿拉內塔體育館（英語：Araneta Coliseum），目前因Smart通讯贊助而被称为Smart阿拉内塔体育馆（英語：Smart Araneta Coliseum），是一座位於馬尼拉大都會奎松市阿拉內塔市的室內綜合體育館。它是亞洲最大的室內體育館之一，也是世界上最大的跨距圓頂之一。

## 外部連結
- 智能阿拉內塔體育館官方網站 （页面存档备份，存于）
- 阿拉內塔中心官方網站 （页面存档备份，存于）

| 前任： Roberto Clemente Coliseum 聖胡安 | 世界盃籃球賽 決賽場館 1978 | 繼任： Coliseo El Pueblo 卡利 |